# Odjurens tid
Odjurens tid (engelsk originaltitel: Walking with Beasts) är en brittisk dokumentärserie i sex delar från 2001 producerad av BBC. Serien agerar som en uppföljare till den tidigare serien Dinosauriernas tid (1999) och behandlar livet på jorden under kenozoikum, från och med dinosauriernas utdöende till nutiden.
Serien sändes i Sverige för första gången den 10 februari till den 17 mars 2002. Bosse Lindwall gjorde den svenska berättarrösten för Odjurens tid.

## Avsnitt
1. Ny gryning:[a] I Tyskland under eocen för 49 miljoner år sedan. I skogen lever det lilla insektsätande däggdjuret Leptictidium, sida vid sida med jättefågeln Gastornis. Den fruktansvärda fågelns främsta byte är det lilla djuret Propaleotherium.
2. Valdödaren:[b] Slutet av eocen, 36 miljoner år sedan. Jordens klimat håller på att förändras dramatiskt. Nu domineras haven av köttätande jättevalar, och mest fruktansvärd är Basilosaurus. På land lever det jättelika rovdjuret Andrewsarchus, en jättelik asätare som följer efter urdjuret Brontotherium.
3. Giganternas land:[c] I Mongoliet någon gång under oligocen för 25 miljoner år sedan. Vi följer en Indricotherium-kalv under hans första tre år. Torrperioden hotar honom, och han riskerar också att bli tagen av köttätande Hyaenodonter. Här lever också Chalicotherium och Entelodonter.
4. Närmaste släkting:[d] 3,2 miljoner år sedan. I Etiopien har jättestora grässlätter brett ut sig. Här lever däggdjur som elefantdjuret Deinotherium, gräsätande Ancylotherium, och noshörningar. I det höga gräset lurar rovdjur som Dinofelis. Vi följer en liten flock med människoliknande Australopithecus när de letar efter en ny boplats.
5. Sabeltand:[e] 1 miljon år sedan. Sydamerika har befolkats av Smilodon, stora sabeltandade kattdjur. Programmet följer hankatten Halvtand när han försöker få tillbaka makten i sin gamla flock, som intagits av två andra hannar. Under färden möter han Megatherium och jättefågeln Phorusrhacos, som försöker döda smilodon-ungarna, och det jättestora bältdjuret Doedicurus.
6. Mammutresan:[f] 30 000 år sedan. Europa genomgår en riktigt kall istid. Mammutar vandrar över de kalla vidderna, och Neandertalare ligger på lur när de är på väg mot sina betesmarker. Jättehjort och ullhårig noshörning lever i samma värld.

## Sverige
Odjurens tid sändes för första gången i svensk TV på TV4 tidigt under 2002. Det första avsnittet sändes den 10 februari, följt av de senare avsnitten den 17 februari, 24 februari, 3 mars, 10 mars och 17 mars. Den svenska berättarrösten gjordes av Bosse Lindwall. Den 31 mars och 7 april sändes även Odjurens tid - hur serien gjordes, en dokumentär i två delar om seriens produktion, på TV4. Serien och dokumentären om dess produktion sändes under följande år i repris flera gånger på TV4 och TV4 Fakta. Sista gången den sändes i repris var på TV4 Fakta i april och maj 2009.

### Utgivning
Odjurens tid släpptes på DVD i Sverige den 20 december 2002 och inkluderade hela serien med svenskt, engelskt och finskt tal samt extramaterial.
Serien släpptes även under 2004 som del av en DVD-samling som även innehöll den tidigare serien Dinosauriernas tid och den senare serien Grottfolkens tid, utgiven i samarbete med Illustrerad Vetenskap. I DVD-samlingen ingår återigen svenskt tal på serien och den släpptes som fyra DVD:er varav en innehöll endast extramaterial.